# جون أتربري
جون أتربري (بالإنجليزية: John Atterbury)‏ هو ملحن وممثل بريطاني، ولد في 4 أغسطس 1941 في المملكة المتحدة.

## أعمال

### أفلام
- (2007) هاري بوتر وجماعة العنقاء[1][2]

## وصلات خارجية
- جون أتربري على موقع IMDb (الإنجليزية)
- جون أتربري على موقع قاعدة بيانات الفيلم (الإنجليزية)